# آیانا گمپی
آیانا گمپی (به ژاپنی: 源平彩南؛ متولد ۱ ژوئن ۱۹۹۶) کشتی‌گیر آزادکار اهل ژاپن است.
از افتخارات وی می‌توان به کسب مدال برنز وزن ۶۵ کیلوگرم در مسابقات قهرمانی کشتی جهان ۲۰۱۸ اشاره کرد.